# Fornello (pop art)
Fornello è un'opera di Claes Oldenburg, uno dei maggiori esponenti della Pop art.

## Scheda della composizione
Data: 1962
Dimensioni :h.147 cm
Materiali: metallo, porcellana, gesso e colore.
Collocazione: Aquisgrana, Neue Galerie

## Storia e contesto
Claes Oldenburg s'ispira ai cibi che si trovano nei supermercati e ai prodotti "usa e getta" tipici della società dei consumi:dal tubetto di dentifricio ai dolciumi confezionati, dalle mollette per bucato agli hamburger. Di questi oggetti l'artista ci dà un'interpretazione grottesca, per sottolinearne l'appartenenza alla civiltà del superfluo.

## Soggetto
In Fornello Oldenburg dispone sopra una piccola cucina, come se fossero già pronti per essere mangiati, dei cibi così luccicanti e colorati da farli sembrare un miraggio.

## Tecnica
Per realizzare cibi dall'aspetto così seducente l'artista si serve di garze ingessate che poi modella come fossero sculture. Infine le dipinge con dei colori vivaci.

## Espressività
Oldenburg evoca quello che avviene nella pubblicità, che fa leva non sulle reali qualità del prodotto (il sapore in questo caso) ma sull'aspetto e sulla confezione. L'uomo è così soggiogato dal suo ruolo di consumatore che si lascia ingannare dall'aspetto esteriore delle cose, anche quando, come in questo caso, è così vistoso da apparire falso.